# 血管狭窄
血管狭窄是指血管或其他管状器官或结构出現异常狭窄的狀況。平滑肌收缩、动脉粥样硬化均會引起血管狭窄。醫生一般通過医学影像来确认患者是否出現血管狭窄。

## 原因
- 酒精
- 动脉粥样硬化
- 先天性障碍
- 钙化
- 糖尿病
- 醫源病
- 感染
- 炎症
- 缺血
- 贅生物
- 吸煙